# Rechtis
Rechtis ist ein Gemeindeteil des Marktes Weitnau im Landkreis Oberallgäu (Regierungsbezirk Schwaben, Bayern). 
Das Pfarrdorf liegt nordöstlich des Kernortes Weitnau. Am südlichen Ortsrand und östlich des Ortes verläuft die Kreisstraße, nördlich die Staatsstraße 2055 (alte B 12) und südlich die B 12. Südöstlich von Rechtis erstreckt sich das rund 86 ha große Naturschutzgebiet Breitenmoos.
Für Rechtis gibt es mit Rehtens im Jahr 1275 eine der ersten schriftlichen Erwähnungen, unter anderem auch als Pfarrei. Weitere folgten 1353 mit Rehtes und 1451 mit Rechtis. Die Pfarrei in dem Ort wurde von 1445 bis in das 17. Jahrhundert fast durchweg als Rechtlinger Pfarr bezeichnet. 
Der Ort litt unter dem Pestjahr 1348 stark. Für 1593 sind auf dem Gebiet der Ortschaft Besitztümer des Fürststifts Kempten und Hohenegg bekannt. Bei der Auflösung des Gemeindeverbands Rechtis am 1. Januar 1963 kamen der Weiler Hochberg und Einöde Tobelsäge an der Staatsstraße 2055 zur Gemeinde Buchenberg. Rechtis liegt am Münchner Jakobsweg, einem Fernwanderweg zum Bodensee und durch die Schweiz nach Spanien.

## Sehenswürdigkeiten
In der Liste der Baudenkmäler in Weitnau sind für das Pfarrdorf Rechtis zwei Baudenkmale aufgeführt:
- Die katholische Pfarrkirche St. Ulrich aus der Zeit um 1480/90 ist ein Saalbau mit eingezogenem Chor und nördlichem, unverputztem Satteldachturm. Sie wurde um 1700 verändert und in den Jahren 1914 bis 1916 erweitert. Die Friedhofsmauer ist aus Naturstein errichtet.

Auf der Orgelempore der Kirche befindet sich eine zweimanualige Orgel der Gebrüder Hindelang aus Ebenhofen mit der Nummer opus 120.
- Das Bauernhaus Jakobsweg 3, im Kern aus dem 18. Jahrhundert stammend, ist ein zweigeschossiger, verschindelter Blockbau mit Flachsatteldach. Der Wirtschaftsteil wurde verändert.